# Хура (приток Сартынья)
Хура — река в России, протекает по Ханты-Мансийскому АО. Устье реки находится в 15 км по правому берегу реки Сартынья. Длина реки составляет 8 км. Образуется слиянием рек Мань-Хура и Яныг-Хура.

## Данные водного реестра
По данным государственного водного реестра России относится к Нижнеобскому бассейновому округу, водохозяйственный участок реки — Северная Сосьва, речной подбассейн реки — Северная Сосьва. Речной бассейн реки — (Нижняя) Обь от впадения Иртыша.
Код объекта в государственном водном реестре — 15020200112115300027810.